# Uni-Fun Radio
Uni-Fun Radio, cunoscut mai târziu ca Uniplus Radio, a fost un post de radio din România, considerat primul post independent autohton. Postul a început emisia pe frecvența 69.9 MHz banda Est și a început să emită în data de 11 ianuarie 1990, ora 12:00 la Universitatea București. Ulterior, postul și-a schimbat numele în Unifan Radio, apoi Uni-Plus Radio, iar în 2001 și-a schimbat patronatul și a devenit Radio Star.

## Istoric

### Uni-Fun Radio
Uni-Fun Radio (Uni de la Universitatea Bucuresti și Fun de la FUN Radio Paris) a emis pe frecvența 69.8 MHz (primele teste s-au facut pe 70.0 si 69.9 MHz).
„Bună ziua, București! Ascultați UniFun Radio pe 69,9 MHz!” au fost cuvintele rostite de Codruta Florescu la microfon. Postul era dotat cu un emițător mono, adus de postul Fun Radio Paris ce avea o putere de doar 30 de Wați și acoperea cu greu Bucureștiul.
Pe 23 mai 1990, după unele neînțelegeri cu Liga Studentilor din Universitatea București (donația francezilor fiind către aceasta organizație), postul se mută în Hotel Dorobanți și iși schimbă denumirea în Fun Radio.

### Unifan Radio și Fun Radio
Apar iar neînțelegeri intre partea româna și cea franceză și astfel la 30 aprilie 1991 radioul se divide în Unifan Radio (partea română, cu sediul în Hotel Modern) și Fun Radio (partea franceză, ce emitea din Arenele Romane). Ambele radiouri emiteau la partaj pe 69.8 MHz, ulterior aceasta frecvență rămânând doar Unifan, Fun Radio avea să obțină frecvența de 67.8 MHz.

### Unifan Radio devine UniPlus Radio
Pe 30 aprilie 1992, Unifan Radio devine Uniplus Radio (ideea lui Daniel Klinger pentru a evita confuziile cu radioul de pe 67.8 MHz- FUN Radio), își schimba treptat și studioul din Hotel Dorobanți, Hotel Modern, în Strada Speranței, apoi în Strada Latină, iar în cele din urma în Strada Delea Veche. Obține licența de emisie pe 99.3 MHz, dar în 2001 este cumpărat prin intermediul unei firme ce aparținea lui Cristian Burci, de către SBS Broadcasting (trust media cumpărat ulterior de trustul pan-european ProSiebenSat.1 Media) și redenumit în Radio Star. Își schimbă iar frecvența din 99.3 MHz în 90.8 MHz (pentru a emite cu o putere mai mare), iar ulterior și denumirea, în Magic FM.

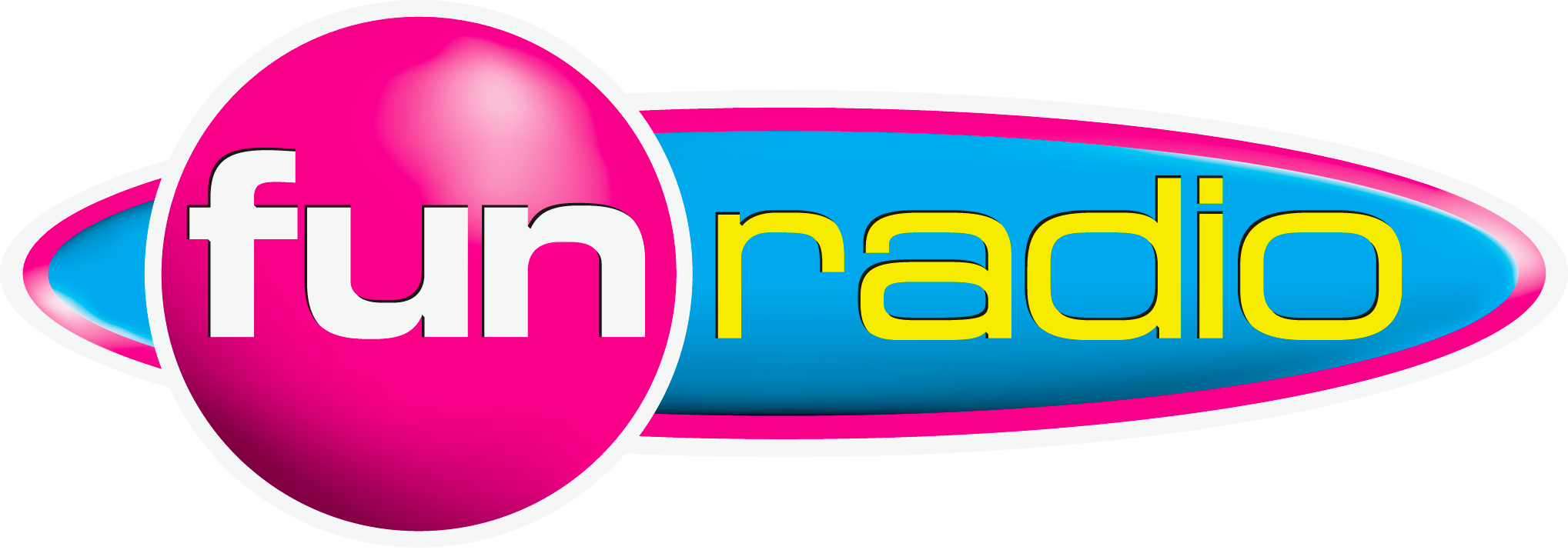

### Fun Radio
Și Fun Radio își schimba sediul din Arenele Romane în Strada Căpitan Vijelie, apoi și frecvența din 67.8 MHz în 94.8 MHz. Este cumpărat de RH Press (trust care deținea și Cotidianul), apoi în anul 2004 RH Press este cumpărat de Academia Cațavencu. „Cațavencii” îl redenumesc din FUN Radio în Radio Guerrilla, iar ulterior Realitatea Media cumpără Academia Cațavencu, Sorin Ovidiu Vântu devenind proprietarul fostei frecvențe FUN Radio București.

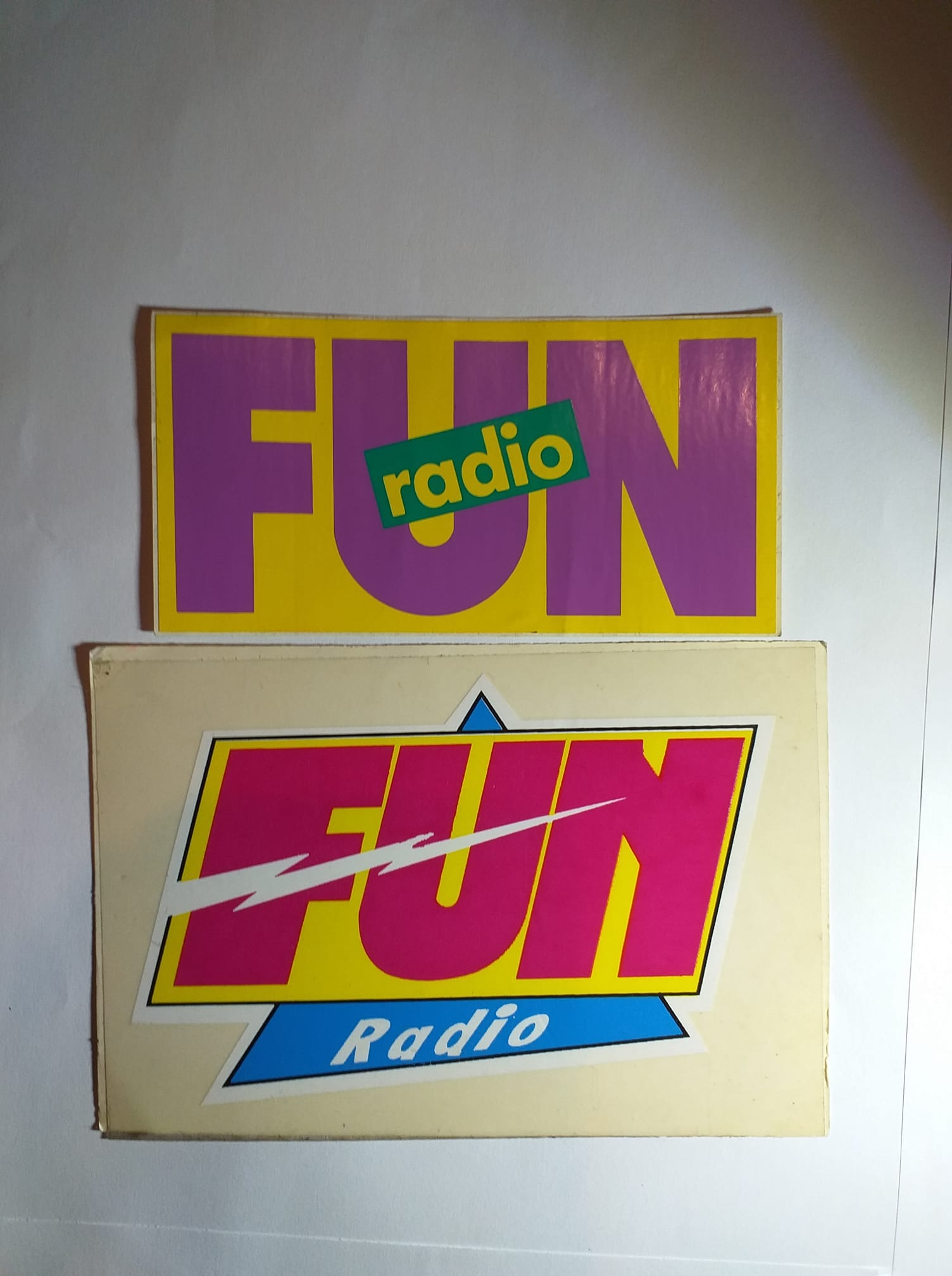